# 漢菲爾德 (印地安納州)
漢菲爾德（英語：Hanfield）是位於美國印地安納州格蘭特縣的一個非建制地區。該地的面積和人口皆未知。